# عملية الأنثروبويد
```
عملية الأنثروبويد
 
الاسم الرمزي
 لعملية اغتيال قائد 
شوتزشتافل
 
راينهارد هيدريش
 خلال 
الحرب العالمية الثانية
. حمل 
راينهارد هيدريش
 رتبة 
أوبر غروبن فوهرر
 
والجنرال دير بولزي
 كرئيس 
مكتب الأمن الرئيسي للرايخ
، وهي الأجهزة الأمنية مجتمعة من 
ألمانيا النازية
، والذي تولى منصب 
Reichsprotektor
 ل
محمية بوهيميا ومورافيا
. 
[
1
]
```

كان هايدريش أحد أقوى الرجال في ألمانيا النازية وشخصية مهمة في صعود أدولف هتلر على السلطة؛ تم تكليفه بشكل عام بـ «الحل النهائي للقضية اليهودية» (المحرقة) في أوروبا. قام التشيكوسلوفاكيين بعملية للمساعدة في إضفاء الشرعية على حكومة إدوارد بينيش في المنفى في لندن، وكذلك للانتقام من حكم هيدريتش الوحشي. 
نفذ العملية جنود من الجيش التشيكوسلوفاكي في المنفى، في براغ، في 27 مايو 1942، بعد الإعداد والتدريب من قبل البريطانيين في منظمة تنفيذ العمليات الخاصة وبموافقة من الحكومة التشيكوسلوفاكية في المنفى. توفي هيدريش في الهجوم، متأثرا بجراحه في 4 يونيو 1942. كان هذا هو الاغتيال الوحيد الذي ترعاه الحكومة لزعيم نازي بارز خلال الحرب العالمية الثانية. أدت وفاته إلى موجة من الأعمال الانتقامية على أيدي قوات الأمن الخاصة، بما في ذلك تدمير القرى والقتل الجماعي للمدنيين.

## خلفية

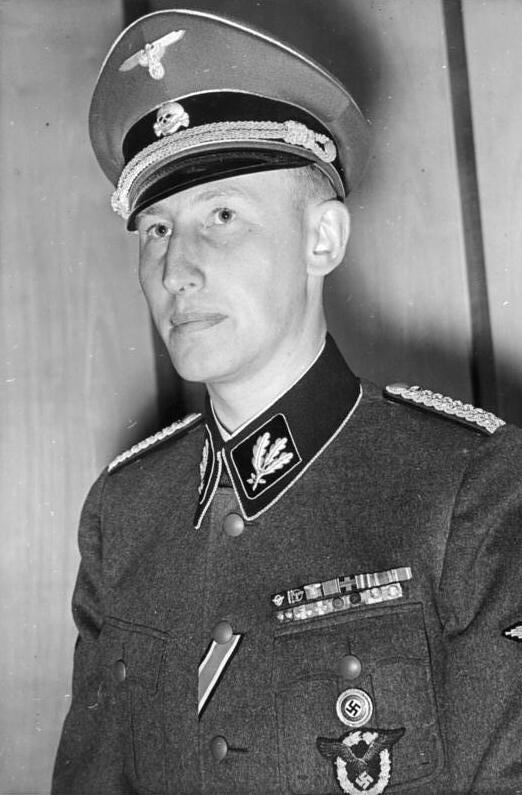
راينهارد هايدريش، هدف عملية الأنثروبويد، في عام 1940

### محمية بوهيميا ومورافيا
كان هيدريش رئيس مكتب الأمن الرئيسي للرايخ منذ سبتمبر 1939 وعين حامي بوهيميا ومورافيا بعد استبدال كونستانتين فون نوراث في سبتمبر 1941. وافق هتلر مع زعيم الرايخ إس إس هاينريش هيملر وهيدريش على أن نهج فون نيورات المتساهل نسبيا التشيك لتعزيز المشاعر المعادية لألمانيا، وشجع المقاومة المعادية لألمانيا عن طريق التخريب.  
جاء هايدريش إلى براغ «لتعزيز السياسة، وتنفيذ تدابير مضادة ضد المقاومة»، ومواصلة حصص إنتاج المحركات التشيكية والأسلحة التي كانت «بالغة الأهمية للمجهود الحربي الألماني».  خلال دوره كديكتاتور فعلي لبوهيميا ومورافيا، قاد هايدريش في كثير من الأحيان مع سائقه في سيارة مع سقف مفتوح. كان هذا دليلًا على ثقته في قوات الاحتلال وفي فعالية حكومته.  بسبب كفاءته الوحشية، أطلق على هايدرش لقب جزار براغ، والوحش الأشقر، والجلاد.

### السياق الاستراتيجي

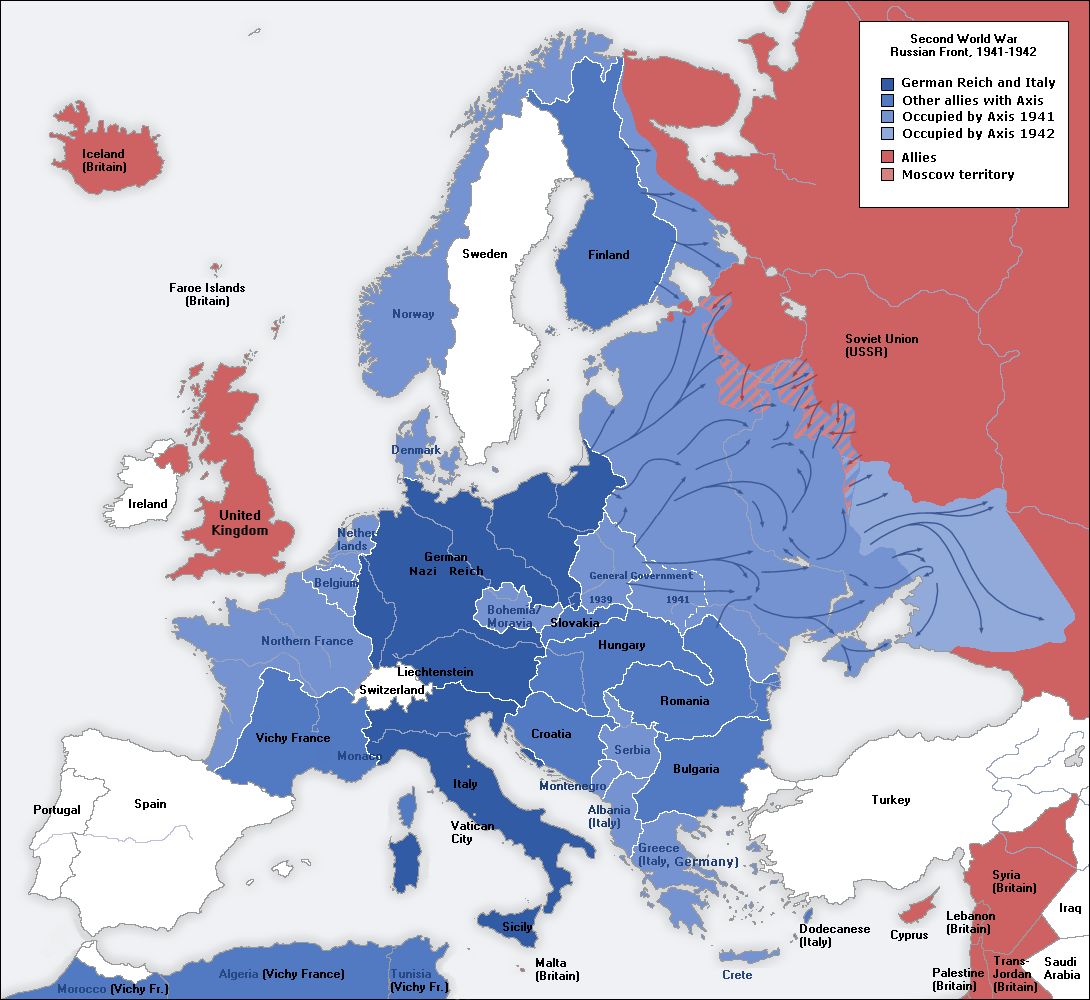
ذروة النازية 1941-1942

بحلول أواخر عام 1941، كانت ألمانيا تحت حكم هتلر تسيطر على كل أوروبا القارية تقريبًا، وكانت القوات الألمانية تقترب من موسكو. الحلفاء يعتبرون الاستسلام السوفيتي محتملاً. كانت حكومة تشيكوسلوفاكيا المنفية تحت قيادة الرئيس إدوارد بينيس تحت ضغط من المخابرات البريطانية، حيث كانت هناك مقاومة واضحة للغاية منذ احتلال مناطق السوديت في البلاد في عام 1938. تم قبول الاستيلاء على هذه المناطق من قبل المملكة المتحدة وفرنسا في اتفاقية ميونيخ. بدأ احتلال البلاد بأكملها في عام 1939، وبدا أن الخيانة الأولية، مع الرعب اللاحق للرايخ الألماني، قد كسرت إرادة التشيك لفترة من الزمن. أدى الغزو الألماني للاتحاد السوفيتي إلى تحفيز أعمال التخريب التي قام بها الشيوعيون التشيكيون، مما أدى إلى تعيين هايدريش. بالإضافة إلى ترويع المعارضة وإنشاء معسكر الاعتقال اليهودي / معسكر الاعتقال في تيريزينشتات، فقد أشرف على سياسة تقدمية للأجور الجيدة (معادلة لتلك الموجودة في ألمانيا) للعمال والمزارعين الصناعيين، والتي كان لها تأثير تهدئة، وساعد الإنتاج لمواد الحرب. كان يعتقد أن هايدريش سينتقل إلى شمال فرنسا وبلجيكا المحتلة، بقصد تنفيذ سياسات مماثلة هناك.
كانت المقاومة نشطة منذ بداية الاحتلال في العديد من البلدان الأخرى المهزومة في الحروب المفتوحة (بولندا، يوغوسلافيا، واليونان)، ولكن ظلت الأراضي التشيكية الخاضعة للهدوء نسبياً وأنتجت كميات كبيرة من العتاد لألمانيا النازية. شعرت الحكومة المنفية أن عليها أن تفعل شيئًا من شأنه أن يلهم التشيكوسلوفاكين، كما يُظهر للعالم أن التشيك والسلوفاك كانوا حلفاء. على وجه الخصوص، شعر بينيس أن العمل الدرامي الذي يعرض مساهمة تشيكية في قضية الحلفاء سيجعل من الصعب سياسياً على البريطانيين صياغة أي اتفاق سلام ممكن مع ألمانيا من شأنه تقويض المصالح الوطنية التشيكية. تم اختيار راينهارد هايدريش على كارل هيرمان فرانك كهدف للاغتيالات بسبب وضعه في منصب حامي بوهيميا ومورافيا بالإضافة إلى سمعته في ترويع المواطنين المحليين. كانت العملية تهدف أيضًا إلى إظهار أن النازيين الكبار لم يكونوا في متناول أيدي قوات التحالف ومجموعات المقاومة التي دعموها. 

## العملية

### التخطيط
تم التحريض على العملية من قبل فرانتيشيك مورافيا ‏، رئيس المخابرات التشيكية السلوفاكية، بمعرفة وموافقة إدوارد بينيس، رئيس الحكومة التشيكية السلوفاكية في المنفى في بريطانيا، تقريبًا بمجرد تعيين هايدريش حاميًا.  أطلع مورافك شخصيًا العميد كولين جوبينز، الذي كان في ذلك الوقت مديرًا للعمليات في منظمة تنفيذ العمليات البريطانية الخاصة (SOE) وكان مسؤولًا عن أقسام «البلد» التشيكية والبولندية في المنظمة. وافق Gubbins على المساعدة في بدء العملية، على الرغم من أن معرفته كانت مقتصرة على عدد قليل من المقرات الرئيسية وتدريب موظفي الشركات المملوكة للدولة. أعطيت العملية الاسم الرمزي Anthropoid، اليونانية ل«وجود شكل إنسان»، وهو مصطلح يستخدم عادة في علم الحيوان.
بدأت الاستعدادات في 20 أكتوبر 1941. اختار مورافيك شخصيًا أكثر من عشرين من الأفراد الواعدين من بين 2000 جندي تشيكوسلوفاكي في المنفى ومقرهم في بريطانيا. تم إرسالهم إلى أحد مراكز تدريب الكوماندوز التابعة للدولة في Arisaig في اسكتلندا.  ضابط صف جوزف غابتشيك (السلوفاكية) والرقيب كاريل سفوبودا (CS ) (التشيك) اختيرو لتنفيذ العملية في 28 أكتوبر 1941 (يوم الاستقلال تشيكوسلوفاكيا)،  ولكن استعيض سفوبودا التي كتبها يان كوبيس (جمهورية التشيك) بعد إصابته في رأسه أثناء التدريب. تسبب هذا في تأخير البعثة حيث لم يستكمل كوبيتش التدريب ولم يتم إعداد المستندات المزيفة اللازمة له. 
أشرف على التدريب رئيس القسم التشيكي الميجور الفجار هيسكيث بريتشارد، الذي لجأ إلى سيسيل كلارك لتطوير سلاح، خفيف بما يكفي للرمي.   